# Yasam
Yasam – gaun wikas samiti we wschodniej części Nepalu w strefie Sagarmatha w dystrykcie Okhaldhunga. Według nepalskiego spisu powszechnego z 2001 roku liczył on 581 gospodarstw domowych i 2982 mieszkańców (1593 kobiet i 1389 mężczyzn).